# كريستيان بيليك
كريستيان بيليك (بالبولندية: Krystian Bielik)‏ مواليد 4 يناير 1998 في كونين، هو لاعب كرة قدم بولندي يلعب مع نادي آرسنال كلاعب وسط. مثّل منتخب بولندا لكرة القدم فئة الشباب.

## مرحلة الشباب

### أندية لعب لها
- لخ بوزنان

## المسيرة الاحترافية

### أندية لعب لها
- ليغيا وارسو
- نادي آرسنال

## روابط خارجية
- كريستيان بيليك على موقع الاتحاد الأوربي (الإنجليزية)
- كريستيان بيليك على موقع قاعدة بيانات كرة القدم.إي يو (الإنجليزية)
- كريستيان بيليك على موقع ناشيونال فوتبول تيمز (الإنجليزية)
- كريستيان بيليك على موقع Soccerbase.com (لاعب) (الإنجليزية)
- كريستيان بيليك على موقع Soccerway.com (الإنجليزية)
- كريستيان بيليك على موقع عالم كرة القدم.نت (الإنجليزية)
- كريستيان بيليك على موقع AS.com (الإسبانية)